# Porte de la Gare
De Porte de la Gare is een van de toegangspunten tot de stad Parijs, de Portes de Paris, en is gelegen in het zuidoostelijke 13e arrondissement. De poort ligt aan de Boulevard Périphérique en de boulevards des Maréchaux. In de 19e eeuw was het een fysieke stadspoort, onderdeel van de 19e-eeuwse stadsomwalling van Thiers.